# Polárka
Polárka, oficiálně α Ursae Minoris (zkráceně α UMi), též Severka, je nejjasnější hvězdou v souhvězdí Malého medvěda. Nachází se v blízkosti severního nebeského pólu, kolem kterého se zdánlivě otáčí nebeská klenba. Revidovaná paralaxa sondy Hipparcos udává vzdálenost Polárky asi 433 světelných let (133 parseků), zatímco výpočty jinými metodami udávají vzdálenost o 30 procent bližší.
Polárka je trojhvězda. Její hlavní složka je vizuální dvojhvězda, její jasnější složka Polárka Aa je žlutý veleobr, na oběžné dráze okolo ní se nachází menší společník (Polárka Ab). Jejich dalším průvodcem je Polárka B (objevená v srpnu 1779 Williamem Herschelem). Kdysi se myslelo, že existují další dvě vzdálené složky – Polárka C a Polárka D – ale ukázalo se, že nejsou fyzicky spojeny s Polárkou.

## Mytologie a název
Řecké jméno Κynosura (Κυνόσουρα) znamená ocas psa. V arabštině se nazývá Alrucaba. Její latinský název je Alpha Ursae Minoris (α UMi), tedy „alfa Malé medvědice“. Flamsteedovo označení je 1 Ursae Minoris a její číslo v katalogu SAO je SAO 308. V katalogu HD má označení HD 8890. Moderní pojmenování hvězdy je Polárka.
V češtině jsou její nejpoužívanější názvy Polárka nebo Severka. Latinský název (Stella) Polaris znamená „Polární (hvězda)“.
V roce 2016 založila Mezinárodní astronomická unie pracovní skupinu pro pojmenování hvězd (WGSN), jejímž cílem je katalogizovat a standardizovat jména hvězd. První bulletin WGSN z července 2016 obsahoval tabulku prvních dvou šarží jmen schválených WGSN
a je v něm uvedeno jméno Polaris pro hvězdu α Ursae Minoris Aa.

## Poloha na obloze

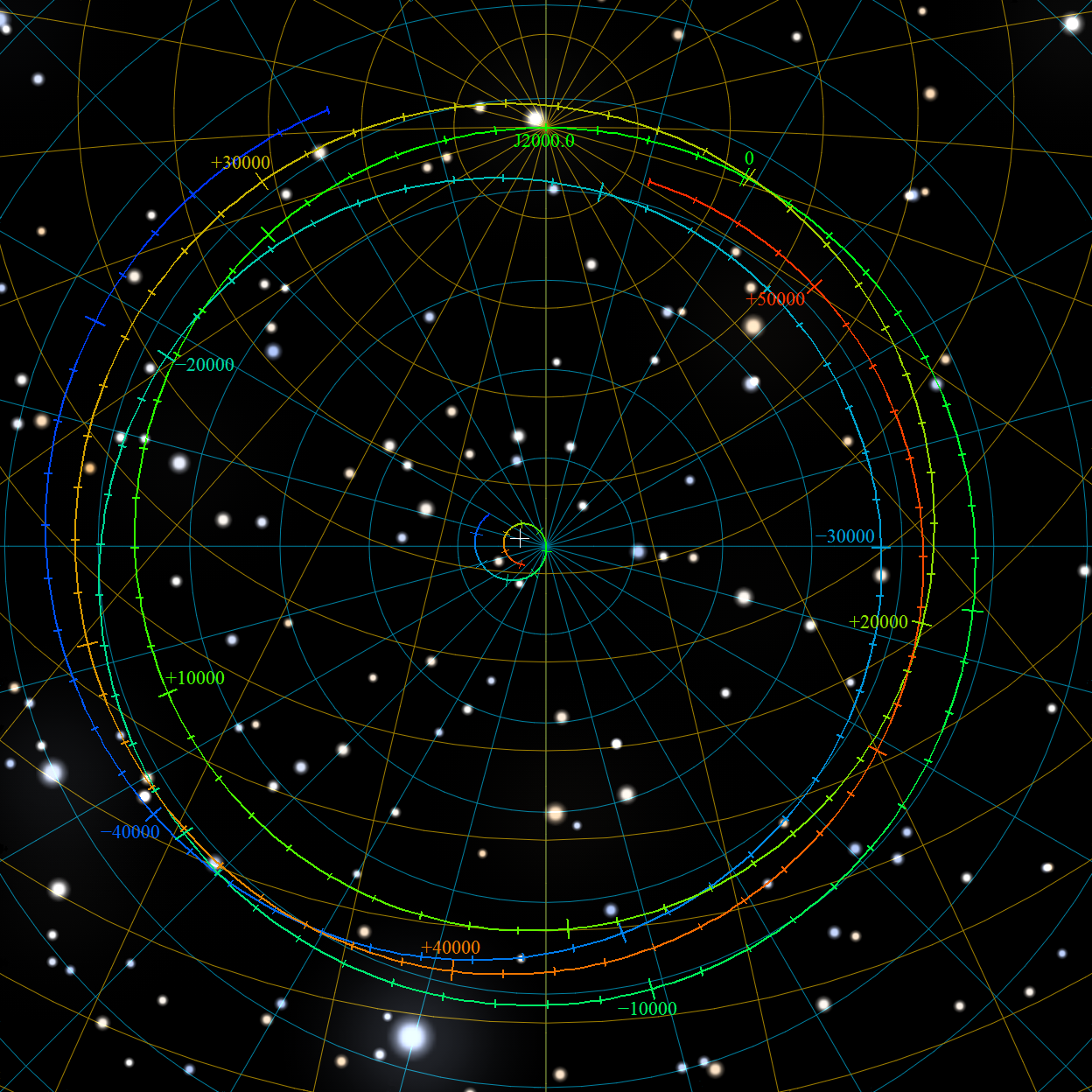
Projekce precesní dráhy severního pólu na pevné obloze epochy J2000.0 pro časový interval od 48000 př. n. l. do 52000 n. l.. Jeho pozice jsou označeny letopočty.

Polárka leží téměř na přímé linii s osou otáčení Země, tedy na severním nebeském pólu. Může se tedy zdát, že Polárka „stojí“ na místě a ostatní hvězdy se otáčí kolem ní. V současností je Polárka méně než 1° od pólu, a proto se kolem nebeského pólu otáčí v malých kruzích o průměru asi 2°. Jen dvakrát v průběhu hvězdného dne se Polárka nachází na pravém severním azimutu.
Polárka nebude vždy hvězdou, která určuje severní nebeský pól. Je to v důsledku precese rovnodennosti v průběhu tisíciletí. Jiné hvězdy taktéž byly v minulosti polárními hvězdami a znovu jimi v budoucnosti budou po uplynutí jednoho platónského roku. Jsou to například hvězdy Thuban ze souhvězdí Draka, Vega ze souhvězdí Lyry a Deneb z Labutě. Na začátku 21. století byla vzdálenost Polárky od severního pólu asi 0,7° a dále se zmenšuje. Podle astronomických výpočtů dosáhne nejmenší vzdálenosti (0,5°) v roce 2100 a poté se začne vzdalovat.
V průběhu 41. století projde nebeský pól blízko Gammy Cephei a kolem 91. století se bude pohybovat blízko Denebu v Labuti.
Nebeský pól byl blízko Thubanu kolem roku 2750 př. n. l. a během klasického starověku byl blíže ke Kochabu (β UMi) než k Polárce. Na konci pozdní antiky měl přibližně stejnou úhlovou vzdálenost od β UMi jako k α UMi. Název Polární hvězda byl poprvé použit v době renesance, kdy se hvězda přiblížila k nebeskému pólu na několik stupňů. Holandský učenec Gemma Frisius na ni ve svém díle z roku 1547 odkazuje jako na stella illa quae polaris dicitur, tedy hvězdu, která je nazývána polární, a její vzdálenost od nebeského pólu určil jako 3 stupně 8 minut.

### Polární hvězda v navigaci

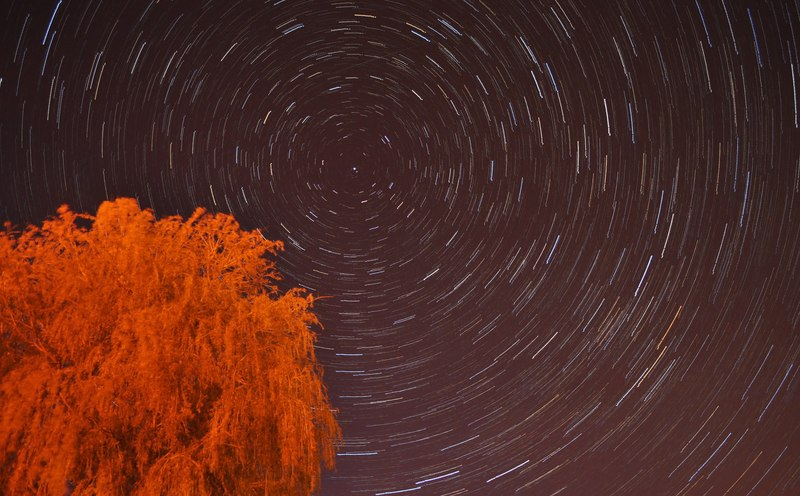
Hvězdy na pozemské obloze zdánlivě obíhají kolem Polárky v centru

Protože Polárka leží téměř v přímé linii s rotační osou Země „nad“ severním pólem – severním nebeským pólem – stojí Polárka téměř nehybně na obloze a zdá se, že kolem ní rotují všechny hvězdy severní oblohy. Proto je vynikajícím bodem, ze kterého lze čerpat měření pro nebeskou navigaci a pro astrometrii.
Kolem roku 2750 př. n. l. byl nebeský pól blízko Thubanu. Ve starověku tak nebyla Polárka nejbližší hvězdou k severnímu hvězdnému pólu a spíše celé souhvězdí Malého medvěda sloužilo k navigaci. Řecký navigátor Pýtheás kolem roku 320 př. n. l. popisoval nebeský pól bez hvězd. Nicméně, jako jedna z jasnějších hvězd blízko nebeského pólu, byla Polárka používána pro navigaci alespoň od pozdního starověku a popsána jako „ἀεί φανής“ (aei phanēs – „vždy viditelný“) Stobaiosem v 5. století n. l.
Od časného středověku začala vznikat různá jména označující Polárku jako polární hvězdu. Ve staré angličtině byla Polárka známa jako scip-steorra („loď-hvězda“) a staroanglická runa nazvaná Teiwaz je zjevně spojena s cirkumpolárním souhvězdím, které symbolizuje odvahu a oddanost. V období středověku už mohla být rozumně nazvána jako stella polaris. Tehdy se Polárka přiblížila dostatečně blízko k pólu a stala se nejbližší hvězdou viditelnou pouhým okem poblíž pólu, i když stále ve vzdálenosti několika stupňů. V Shakespearově hře Julius Caesar, psané kolem roku 1599, se Caesar popisuje jako bytí „stejně stálé jako severní hvězda“, i když v době Caesara neexistovala žádná severní hvězda. Na Polárku odkazoval americký praktický navigátor Nathaniel Bowditch v roce 1802 jako na jednu z navigačních hvězd.
Azimut Polárky ukazuje dvakrát za každý hvězdný den na sever; zbytek času je na východ či západ a její poloha musí být opravena pomocí tabulek či palcem. Nejlepší aproximace bylo dosaženo pomocí náběžné hrany „asterismu Velkého vozu“ v souhvězdí Velké medvědice. Přední hrana (definovaná hvězdami Dubhe a Merak) byla odkazována na ciferník a na něm se odečetl skutečný azimut Polárky v různých zeměpisných šířkách.

## Vlastnosti

### Hvězdná soustava

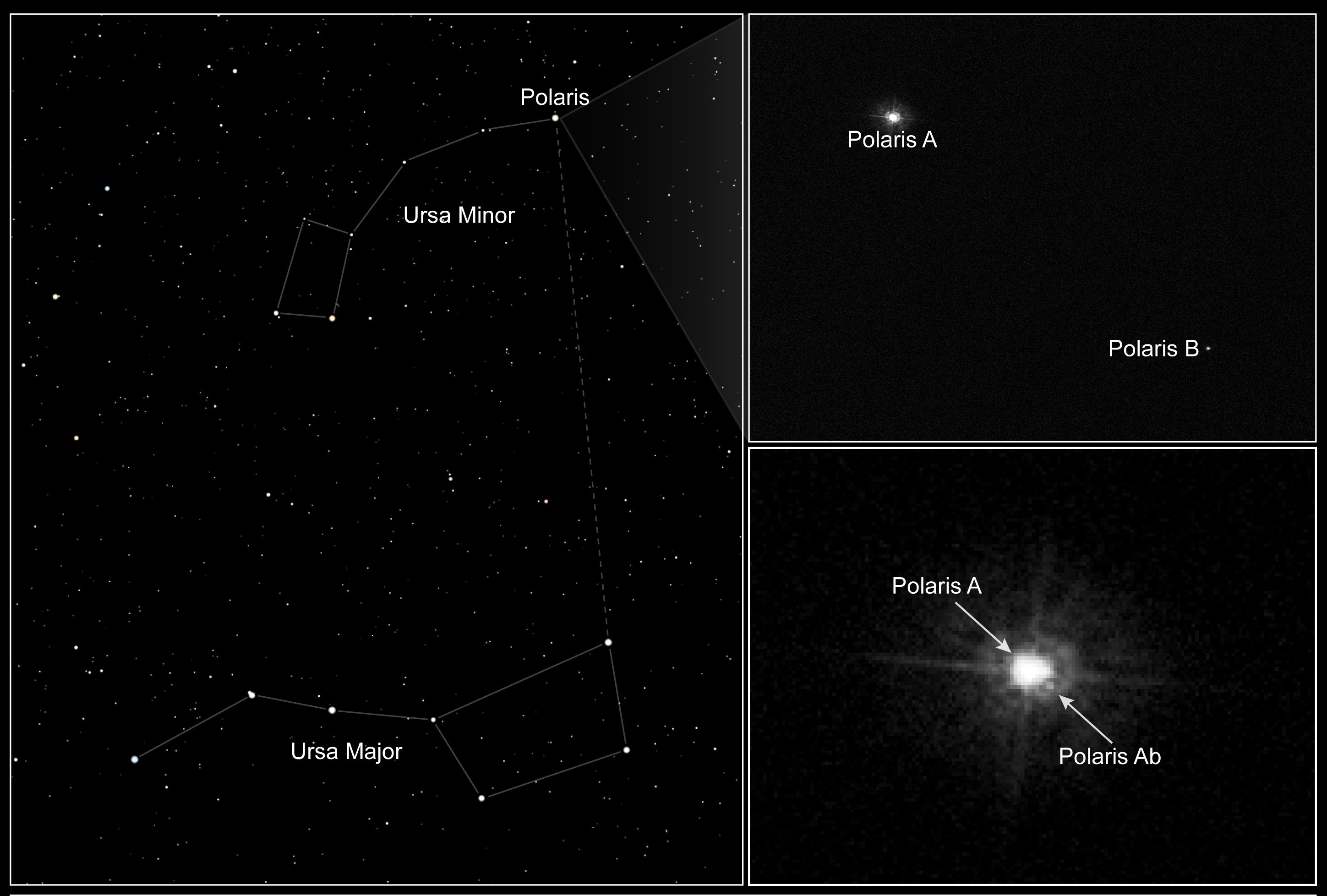
Složky Polárky z Hubbleova vesmírného teleskopu

Polárka je trojhvězda. Pouhým okem vidíme jen největšího a nejjasnějšího člena soustavy – žlutého veleobra spektrální třídy (Polárku Aa) F7Ib . Má hmotnost 5,5 M☉, třicetkrát větší průměr než Slunce a zářivost 5000 Sluncí. Její absolutní hvězdná velikost je –5,1, ale časem se mění. Je to pulzující proměnná hvězda, konkrétně se jedná o klasickou cefeidu. Jasnost slabě kolísá z 1,9 na 2,1 mag s periodou 3,97 dne. Změny jasnosti jsou však příliš malé na to, aby se daly pozorovat okem. Amplituda pulzů se v posledních rocích stále zmenšovala a bylo možné je zjistit jen fotometrem. Okolo hlavní složky obíhá ve vzdálenosti 18,5 AU (vzdálenost Slunce a Uranu) slabý průvodce. Teprve Hubbleův vesmírný dalekohled dokázal v lednu 2006 odlišit obě hvězdy, průvodce se projevuje i posunem čar ve spektru Polárky. Hlavní složka (Polárka A) je spektroskopická dvojhvězda, složená z cefeidy a z průvodce spektrální třídy F6, který je hlavní složkou přezářený. Ve velké vzdálenosti obíhá hlavní složku další průvodce Polárka B, která je dostatečně vzdálená, aby ji pozemské dalekohledy dokázaly zachytit. Polárka B je hvězda hlavní posloupnosti spektrální třídy F3V jasná 8,8 mag. Lze ji vidět pomocí menšího hvězdářského dalekohledu (alespoň 7,5 cm) ve vzdálenosti 18″ od Polárky A. Silným dalekohledem je možné uvidět dvě slabé hvězdy pojmenované Polárka C (13 mag a vzdálenost 43″) a Polárka D (12 mag a vzdálenost 83″), o nichž se předpokládalo, že jsou také součástí tohoto systému. Celá soustava je přibližně ve vzdálenosti 432 ly a přibližuje se ke Slunci rychlostí 17 km/s.
Polárka je také členem málo známého asterismu Zásnubní prstýnek, ve kterém představuje diamant.

### Proměnná hvězda
Polaris Aa, žlutý veleobr, je klasická cefeida populace I s nízkou amplitudou, ačkoli díky své vysoké galaktické šířce byla kdysi považována za cefeidu typu II. Cefeidy představují důležitou standardní svíčku pro určování vzdálenosti, a proto je jako nejbližší cefeida v hledáčku astronomů. O variabilitě Polárky se uvažovalo od roku 1852; potvrdil ji Ejnar Hertzsprung v roce 1911.
Jas Polárky se během jejích pulzací mění v rozsahu 1,86–2,13 magnitudy, ale amplituda se od jejího objevení změnila. Před rokem 1963 byla amplituda přes 0,1 magnitudy a velmi pomalu klesala. Po roce 1966 začala klesat velmi rychle, až k hodnotě menší než 0,05; od té doby se náhodně mění v blízkosti tohoto rozmezí. To by znamenalo, že amplituda nyní znovu roste, což nebylo pozorováno u žádné jiné cefeidy.
Období jednoho cyklu, zhruba 4 dny, se také časem změnilo. S přestávkou v letech 1963–1965 se stabilně zvyšuje přibližně o 4,5 sekundy za rok. Původně se předpokládalo, že je to důsledek postupného vývoje hvězdy v pásu nestability cefeid směrem k červené straně Hertzsprungova–Russellova diagramu, ale může to být způsobeno také interferencí mezi základním režimem pulzace a jeho první harmonickou. Autoři výzkumu se však neshodují v tom, zda Polárka pulzuje na základní frekvenci nebo na první harmonické ani zda se pohybuje pásem nestability poprvé.
Teplota Polárky se během pulzací mění jen o malé množství, ale velikost těchto změn je proměnná a nepředvídatelná. Nepravidelné změny teploty a amplituda teplotních změn během každého cyklu, z méně než 50 K na nejméně 170 K, mohou souviset s oběžnou dráhou Polárky Ab.
Uváděný výzkum naznačuje, že Polárka je dnes 2,5krát jasnější než za časů Ptolemaia a mění se ze třetí na druhou velikost. Astronom Edward Guinan to považuje za pozoruhodnou změnu a je v záznamu, že „pokud jsou skutečné, jsou tyto změny 100krát větší než ty, které předpovídají současné teorie hvězdného vývoje“.

## Vzdálenost
Vzdálenost Polárky je předmětem řady měření s poměrně velkým rozptylem výsledků. Starší měření udávala vzdálenost 99 parseků (323 světelných let), novější přesnější paralaktické měření sondy Hipparcos udává vzdálenost 133 parseků (433 světelných let) a ještě přesnější měření sondy Gaia, zveřejněné v roce 2018, udává dokonce 136,6 parseků (445,3 světelných let).
Kosmická sonda Hipparcos změřila paralaxu hvězdy v letech 1989 a 1993 s přesností 0,97 miliarcsekundy (970 mikrosekund) a získala přesná měření hvězdných vzdáleností do 1 000 kiloparseků. Data sondy Hipparcos byla znovu zkoumána pomocí pokročilejších oprav chyb a statistických technik. Přes výhody astrometrických měření sondy Hipparcos, nejistota měření vzdálenosti Polárky v datech byla prokázána a někteří vědci zpochybnili přesnost měření sondy Hipparcos u binárních cefeid jako je Polárka. Měření vzdálenosti pro Polárku byla přezkoumána a znovu potvrzena, ale stále není široká shoda o vzdálenosti hvězdy.
Dalším významným krokem v měření přesnosti paralaxy je sonda Gaia, kosmická astrometrická mise zahájená v roce 2013, která měla měřit hvězdnou paralaxu s přesností 25 mikrosekund (μas). Přestože se původně plánovalo omezit pozorování sondy Gaia na hvězdy jasnější než 5,7 magnitudy, testy provedené během fáze uvádění do provozu naznačovaly, že Gaia mohla autonomně identifikovat hvězdy jasnosti 3. magnitudy. Když Gaia zahájila pravidelná pozorování operací v červenci 2014, byla nakonfigurována tak, aby rutinně zpracovávala hvězdy v rozsahu 3 až 20 magnitudy. Nad tento limit se používají speciální postupy pro stahování nezpracovaných skenovacích dat pro zbývajících 230 hvězd jasnějších než velikost 3, vyvíjejí se metody pro snížení chyb a analýzu těchto údajů a očekává se, že bude existovat „úplné pokrytí oblohy včetně jasných hvězd“ se standardními chybami „několik desítek µas“. Gaia Data Release 2 nezahrnuje paralaxu pro Polárku, ale z ní odvozená vzdálenost je 136,6±0,5 kiloparseků (445,5 ly) pro Polárku B, což je poněkud dále než většina předchozích odhadů a několikrát přesnější.
Polárka byla dlouho důležitým mezníkem kosmické vzdálenosti, protože před Gaiou to byla jediná proměnná cefeida s přímými údaji o vzdálenosti, což mělo dominový účinek na měření vzdálenosti, která používají toto „pravítko“.